# Дорошко Михайло Костянтинович
Дорошко Михайло Костянтинович — лауреат звання «Герой України». Нагороджений орденом Трудового Червоного Прапора — 1984, орденом «Знак Пошани» — 1973, орденом «За заслуги» ІІІ ступеня — 2000, за значний особистий внесок у розвиток вугільної промисловості, багаторічну сумлінну працю, повний кавалер нагород «Шахтарська слава» і «Шахтарська доблесть».
У 1970 році працював учнем гірника очисного забою, в 1970—1973 — помічником комбайнера, з 1973 керував шахтарською ланкою.
У 1984 році закінчив Новочеркаський політехнічний інститут та здобув кваліфікацію гірничого інженера.
Лауреат Державної премії УРСР 1984 року — за видатні досягнення у праці.
Бригада під його керівництвом неодноразово ставала переможцем соціалістичних змагань із видобутку вугілля протягом 15 років, за цей час нею було видобуто понад 17 мільйонів тонн вугілля.
Працює гірником очисного вибою відокремленого підрозділу "Шахта «Горіхівська» акціонерного товариства «Краснодонвугілля», Луганська область.
У 2003 році гірники шахти «Горіхівська» першими виконують річний план, видобувши 670 тисяч тонн вугілля.
Депутат Краснодонської міської ради п'ятого скликання.

## Нагороди
Герой України (з врученням ордена Держави, 23 серпня 2005 р.).